# Querqueville
Querqueville település Franciaországban, Manche megyében. Lakosainak száma 5097 fő (2018. január 1.). Querqueville Urville-Nacqueville, Équeurdreville-Hainneville, Sainte-Croix-Hague, Tonneville és Urville-Hague községekkel határos.

## Népesség
A település népességének változása:
| Lakosok száma | 2126 | 3366 | 3759 | 5456 | 5145 | 5464 | 5136 | 5052 | 5046 | 5097 |
|               | 1962 | 1968 | 1982 | 1990 | 1999 | 2008 | 2011 | 2013 | 2017 | 2018 |